# Juana Mosquera
Juana Mosquera, född 19 juli 1950, är en friidrottare från Colombia. Hon deltog vid olympiska sommarspelen 1972.